# Invasion (Haken)
Invasion è un singolo del gruppo musicale britannico Haken, pubblicato il 22 maggio 2020 come terzo estratto dal sesto album in studio Virus.

## Descrizione
Il brano presenta sonorità tipiche del progressive metal, con una sezione centrale strumentale in tempi dispari, ed è caratterizzata da un'introduzione elettronica che accompagna la voce di Ross Jennings. Il testo, invece, ruota attorno all'ansia, la depressione e la tendenza al suicidio, tematiche alle quali è stata amalgamata la storia narrata in Virus.

## Video musicale
Il video, reso disponibile nello stesso giorno, mostra la nascita di un batteriofago (lo stesso mostrato nella copertina dell'album) e la successiva battaglia contro un'ondata di scarafaggi, un'allusione al brano Cockroach King tratto dal terzo album The Mountain.

## Tracce
1. Invasion – 6:42

## Formazione
Gruppo
- Ross Jennings – voce
- Richard Henshall – chitarra
- Charlie Griffiths – chitarra
- Conner Green – basso
- Diego Tejeida – tastiera
- Raymond Hearne – batteria

Produzione
- Haken – produzione
- Anthony Leung – ingegneria parti di batteria
- Adam "Nolly" Getgood – ingegneria parti di batteria, missaggio
- James Stephenson – montaggio aggiuntivo
- Chris McKenzie – ingegneria del suono aggiuntiva parti vocali
- Sebastian Sendon – assistenza tecnica parti vocali
- Ermin Hamidovic – mastering